# Preseľany
Preseľany (en hongarès Nyitrapereszlény) és un municipi del districte de Topoľčany de la regió de Nitra, Eslovàquia. A Preseľany hi ha un club de futbol, un club de bitlles i un club de culturisme. La primera menció escrita de la vila es remunta al 1280.

## Demografia
| Godina             | 1994 | 2004   | 2014   | 2024   |
| ------------------ | ---- | ------ | ------ | ------ |
| Nombre de persones | 1472 | 1494   | 1486   | 1509   |
| Diferència         |      | +1,49% | −0,53% | +1,54% |

| Godina             | 2023 | 2024   |
| ------------------ | ---- | ------ |
| Nombre de persones | 1524 | 1509   |
| Diferència         |      | −0,98% |